# Bildungszentrum Kuhberg
Das Bildungszentrum Kuhberg oder Schulzentrum Oberer Kuhberg ist ein städtisches Schulzentrum in der Stadt Ulm, am Egginger Weg auf dem Kuhberg. Es entstand Anfang der 1970er Jahre im Rahmen des 2. Ulmer Modells. Es gehört mit rund 8000 Schülern (Stand 2011) zu den größten Schulzentren in Baden-Württemberg.
Im Schulzentrum Kuhberg haben mehrere eigenständige Schulen ihren Standort:
- Robert-Bosch-Schule Ulm (ca. 3500 Schüler)[1]
- Anna-Essinger-Realschule Ulm (ca. 500 Schüler)[2]
- Anna-Essinger-Gymnasium Ulm (ca. 780 Schüler)[3]
- Ferdinand-von-Steinbeis-Schule Ulm (ca. 3000 Schüler)[4]

Am 8. Dezember 2011 fand der erste Spatenstich für einen Erweiterungsbau statt.
In den darauffolgenden Jahren sollen weitere 24 Millionen Euro in die Renovierung der bestehenden Gebäude investiert werden.